# 중남로
중남로(Jungnam-ro)는 울산광역시 울주군 삼남읍 중심부를 연결하는 도로이다.

## 노선 경로
- 삼남삼거리, 교동삼거리 - 반구대로 (국도 제35호선)

## 주요 건물 및 시설
- 울산삼남우체국 (중남로 45/가천리 19-4)
- 삼남파출소 (중남로 47/가천리 19-2)
- 농협 삼남농협 (중남로 51/가천리 19-3)
- SK에너지 남주유소 (중남로 100/교동리 745-10)

## 같이 보기
- 국도 제35호선